# In Little Italy
In Little Italy er en amerikansk stumfilm fra 1909 af D. W. Griffith.

## Medvirkende
- Marion Leonard som Marie Cadrona.
- George Nichols som Tony Guilletto.
- Henry B. Walthall som Victor Ratazzi.
- Anthony O'Sullivan.
- James Kirkwood.